# Suisse au Concours Eurovision de la chanson 2014
La Suisse a annoncé le 16 juillet 2013 sa participation au Concours Eurovision de la chanson 2014 à Copenhague, au Danemark.
SeBAlter, représentant la Suisse au Concours Eurovision de la chanson, est annoncé le 1er février 2014, à la suite de sa victoire lors de la finale nationale Die Grosse Entscheidungsshow.

## Processus de sélection
Comme tous les ans, c'est par le biais de Die Grosse Entscheidungsshow que seront choisis l'interprète et la chanson qui représenteront la Suisse au Concours Eurovision de la chanson.

### Sélections régionales

#### Suisse Romande
34 chansons ont été présentées par la RTS. La chanteuse Daria Kinzer, qui a représenté la Croatie au Concours Eurovision de la chanson 2011 a inscrit une chanson. Sur ces 36 chansons, 6 seront choisies par un vote des internautes. Des 6, ne resteront que 2 chansons qui se qualifieront pour la finale, après une délibération de jurys.
| Artiste             | Langue   | Chanson             | Traduction           |
| ------------------- | -------- | ------------------- | -------------------- |
| Christian Tschanz   | Français | Au paradis          | -                    |
| Joel Murner         | Anglais  | In my life          | Dans ma vie          |
| Lola Sparkes        | Anglais  | Baby can't you see  | Bébé ne peux-tu voir |
| Natacha & Stéphanie | Français | Une terre sans vous | -                    |
| Paula Marengo       | Français | J'ai envie de toi   | -                    |
| Tanita              | Anglais  | Another day alone   | Un autre jour seule  |

#### Suisse italienne
La RSI a reçu une vingtaine de chansons. Celles-ci furent évaluées par un jury, qui choisit 3 chansons qui passeront une autre étape de qualifications, dans le but de choisir la chanson qui ira en finale.
| Artiste          | Langue  | Chanson         | Traduction         |
| ---------------- | ------- | --------------- | ------------------ |
| Sebalter         | Anglais | Hunter of stars | Chasseur d'étoiles |
| Valentino Alfano | Italien | 103 parole      | 103 mots           |
| Jasmine          | Anglais | Higher love     | Un amour plus haut |

#### Suisse Alémanique
La SRF a reçu 159 chansons. Daria Kinzer y a aussi envoyé la même chanson, et la représentante chypriote en 2006, Annet Artani est également entrée dans la compétition. Sur les 9 sélectionnées par les internautes, seules 3 chansons participeront à la grande finale.
| Artiste            | Langue   | Chanson                | Traduction              |
| ------------------ | -------- | ---------------------- | ----------------------- |
| 3forAll            | Anglais  | Together forever       | Ensemble pour toujours  |
| Arxplendida        | Latin    | Mercurii diei          | Les mercredis           |
| Gosia Andrzejewicz | Anglais  | I'm not afraid         | Je n'ai pas peur        |
| Hot Connexion      | Anglais  | Music from the sixties | Musique des années 1960 |
| Martin Kirchberg   | Anglais¹ | Yourope                | Europe                  |
| Nino Colonna       | Italien  | La luce del cuore      | La lumière du cœur      |
| One day remains    | Anglais  | Alpha                  | -                       |
| Swissters          | Anglais  | Celebration            | Fête                    |
| Yasmina Hunzinger  | Anglais  | I still believe        | Je crois toujours       |

¹ Comprend des mots en Allemand, Français, Italien, Romanche, Irlandais, Suédois, Estonien, Danois, Islandais, Albanais, Bulgare, Finnois, Hongrois, Maltais, Norvégien, Géorgien, Lituanien, Macédonien, Russe, Hébreu, Néerlandais, Letton et Espagnol.

### Finale
La finale a eu lieu le 1er février 2014. Les candidats ont chanté, en plus de leur chanson, une reprise de chanteurs notoires.
|   | Artiste             | Langue   | Chanson             | Traduction             | Reprise            | Artiste(s) d'origine             | Classement |
| - | ------------------- | -------- | ------------------- | ---------------------- | ------------------ | -------------------------------- | ---------- |
| 1 | Christian Tschanz   | Français | Au paradis          | -                      | Aux Champs-Élysées | Joe Dassin                       | 4          |
| 2 | 3forAll             | Anglais  | Together forever    | Ensemble pour toujours | All for love       | Bryan Adams, Rod Stewart & Sting | 3          |
| 3 | Nino Colonna        | Italien  | La luce del cuore   | La lumière du cœur     | L'Italiano         | Toto Cutugno                     | 5          |
| 4 | Yasmina Hunzinger   | Anglais  | I still believe     | Je crois toujours      | Heavy on my heart  | Anastacia                        | 2          |
| 5 | Natacha & Stéphanie | Français | Une terre sans vous | -                      | Papaoutai          | Stromae                          | 6          |
| 6 | SeBAlter            | Anglais  | Hunter of stars     | Chasseur d'étoiles     | Wake me up         | Avicii & Aloe Blacc              | 1          |

## À l'Eurovision
La Suisse participa à la deuxième demi-finale, le 8 mai 2014 et obtint 92 points et la 4e place. Elle se qualifia pour la finale du 10 mai et obtint la 13e place avec 64 points.